# Lakshmipura, Ramanagara
Lakshmipura là một làng thuộc tehsil Ramanagara, huyện Ramanagara, bang Karnataka, Ấn Độ.